# 금딸기
금딸기(Goldberry)는 J. R. R. 톨킨의 판타지 소설 반지의 제왕의 등장인물이다. 톰 봄바딜과 묵은 숲에서 살고 있다.